# 木津川やまなみ国際音楽祭
木津川やまなみ国際音楽祭 は金昌国・河野正孝により京都府相楽郡南山城村の南山城村文化会館・やまなみホール(黒川紀章設計)を会場として海外ソリストと国内外のアーティストが集まって1993年～2007年に開催されたクラシック音楽祭。

## 主要演奏者
金昌国（フルート・指揮） 河野正孝（オーボエ）河野まり子（チェンバロ）河野文昭（チェロ）玉井菜採（ヴァイオリン）蒲生克郷（ヴァイオリン） L.カンタ（チェロ） 永島義男（コントラバス） M.モニエ（フルート）小林美恵（ヴァイオリン） 梅津美葉（ヴァイオリン）シェレシュ・ドーラ（フルート）デビッド・ヘルツォーク（トランペット）長原幸太（ヴァイオリン）大野かおる（ヴィオラ）花崎薫（チェロ） 青山聖樹（オーボエ）小谷口直子（クラリネット）中野陽一郎（ファゴット）ジョナサン・ハミル（ホルン） 中尾園子（ピアノ）花崎薫（チェロ）岡崎耕治（ファゴット）金星眞（ホルン）高木綾子（フルート）G.シュトゥラー（ヴァイオリン）呉光浩（クラリネット）アンサンブルofトウキョウ　大阪チェンバーオーケストラ(関西室内楽協会)

## インタビュー
- クラシックニュースの金昌国インタビューより　[1][2]
- やまなみ国際音楽祭の下見に来たときに、行けどもいけども渓谷で、動物にでも音楽を聞かせるのかと思ったが、黒川記章のホールを見て音響の素晴らしさに感激。また海外の人はこういう田舎での演奏を感激する。泊り込みでやると集中できる。

## 開催歴
- 1993年	07/17･18 第1回やまなみ国際音楽祭
- 1994年	07/16・17 第2回やまなみ国際音楽祭
- 1995年	07/14･15･16 第3回やまなみ国際音楽祭
- 1996年	07/26･27･28 第4回やまなみ国際音楽祭
- 1997年	07/19･20･21 第5回木津川やまなみ国際音楽祭
- 1998年	07/24･25･26 第6回木津川やまなみ国際音楽祭
- 1999年	07/24･25 第7回木津川やまなみ国際音楽祭
- 2000年	07/29･30 第8回木津川やまなみ国際音楽祭
- 2001年	07/28･29 第9回木津川やまなみ国際音楽祭
- 2002年	07/27･28 第10回記念木津川やまなみ国際音楽祭
- 2004年	07/24･25 第12回木津川やまなみ国際音楽祭
- 2005年	07/30･31 第13回木津川やまなみ国際音楽祭
- 2006年	07/22･23 第14回木津川やまなみ国際音楽祭
- 2007年	07/28･29 第15回木津川やまなみ国際音楽祭

- 主催：財団法人南山城村文化財団　やまなみホール